# ایستگاه راه‌آهن بین‌المللی بیرمنگام
ایستگاه راه‌آهن بین‌المللی بیرمنگام (انگلیسی: Birmingham International railway station) یک ایستگاه راه‌آهن در کلان‌شهر مستقل سولیهال، شهرستان میدلندز غربی انگلستان است.
ایستگاه که در سال ۱۹۷۶ تأسیس شده در نزدیکی فرودگاه بیرمنگام، مرکز ملی نمایشگاه انگلستان، ریزورتس ورلد آرنا و ریزورتس ورلد بیرمنگام واقع شده است.

## نگارخانه

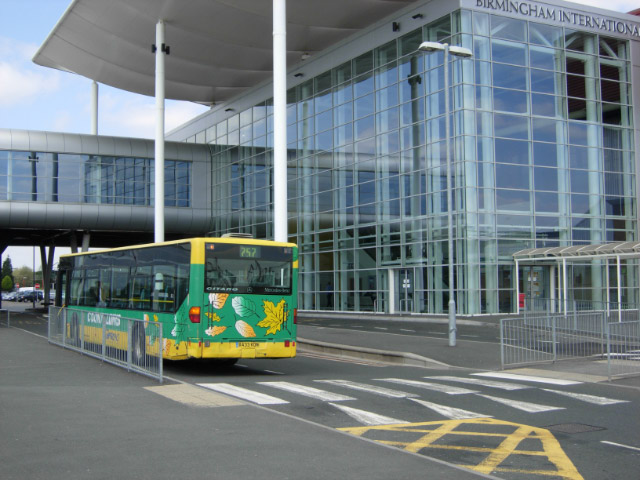
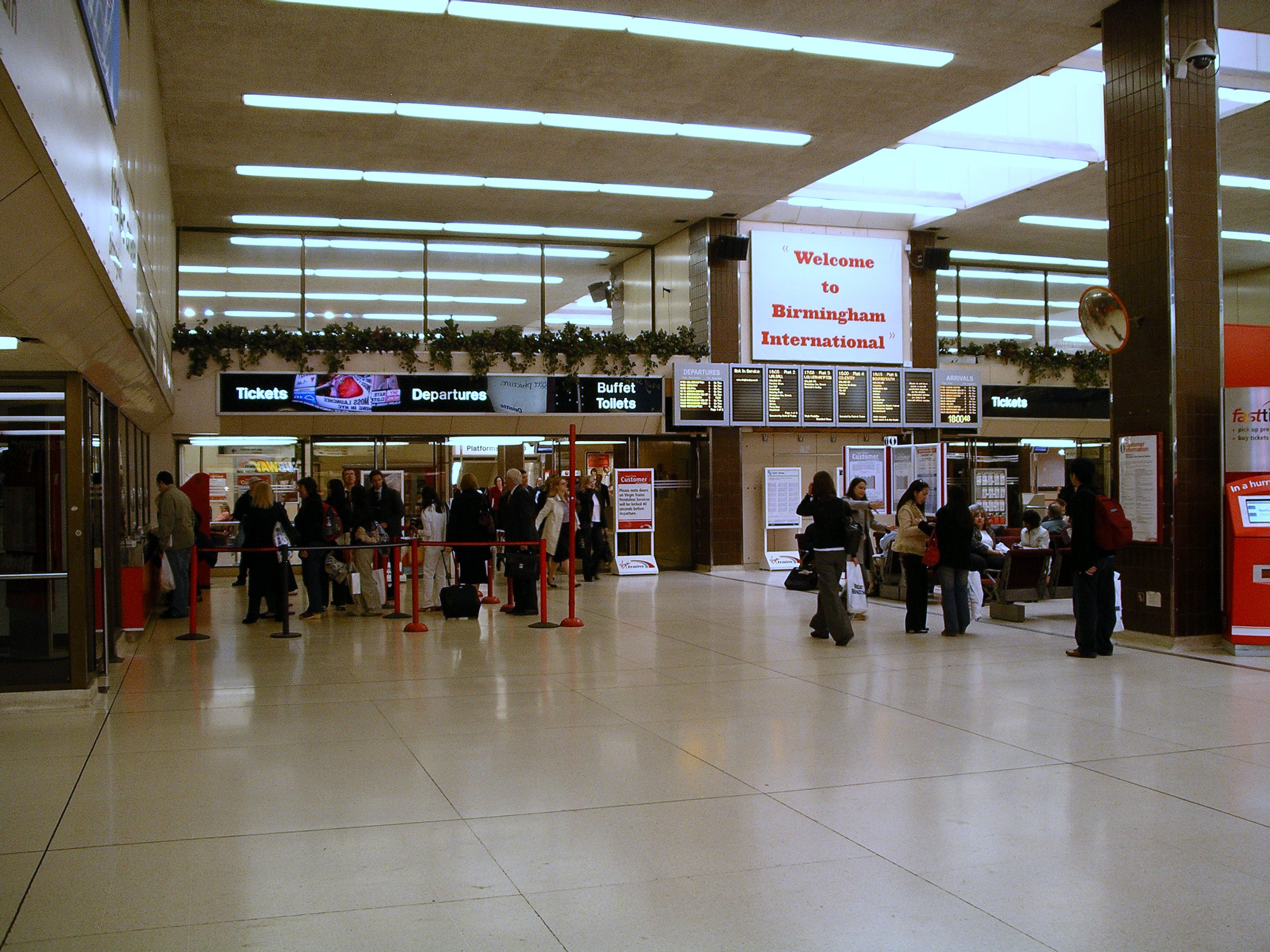
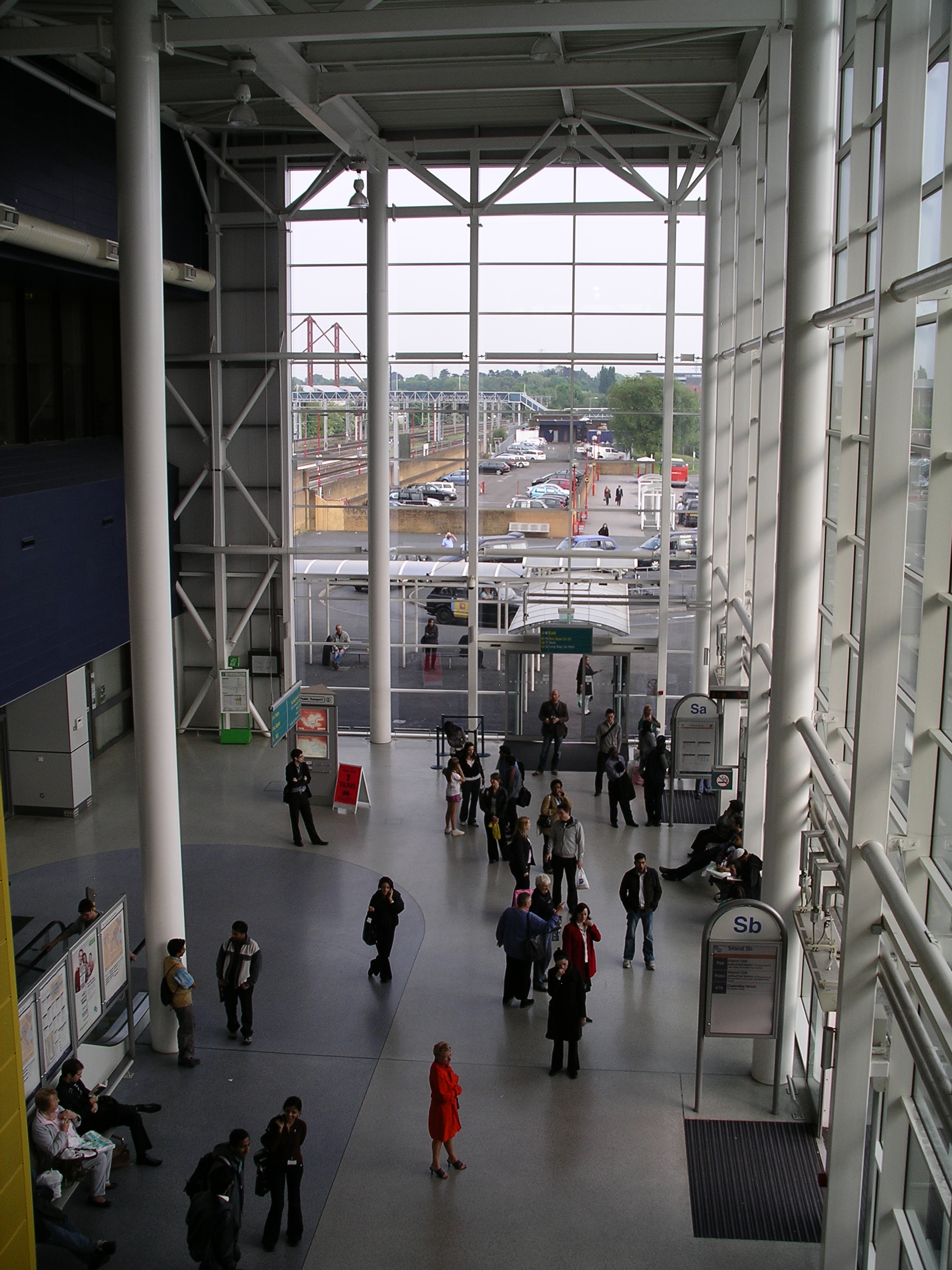
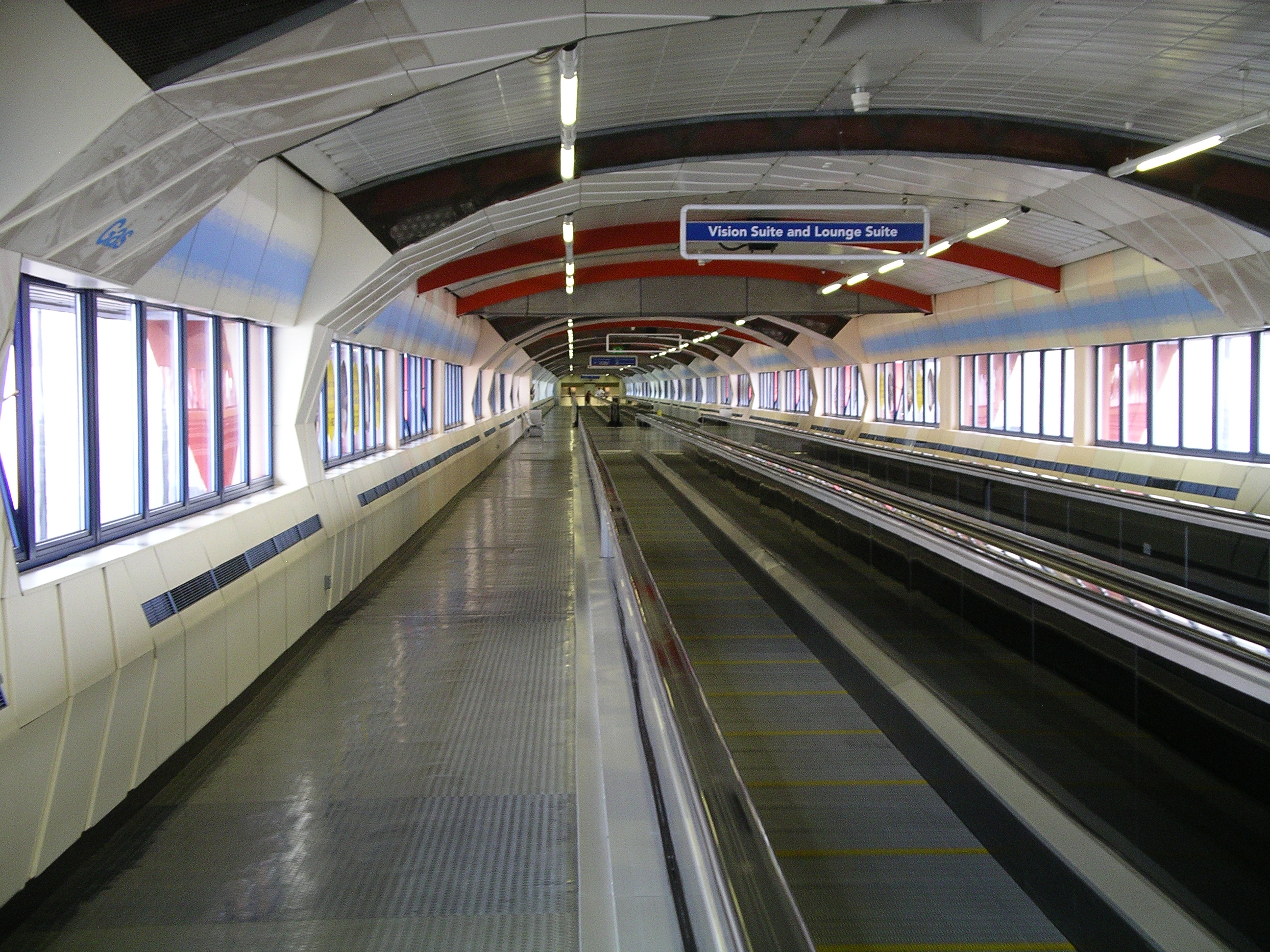
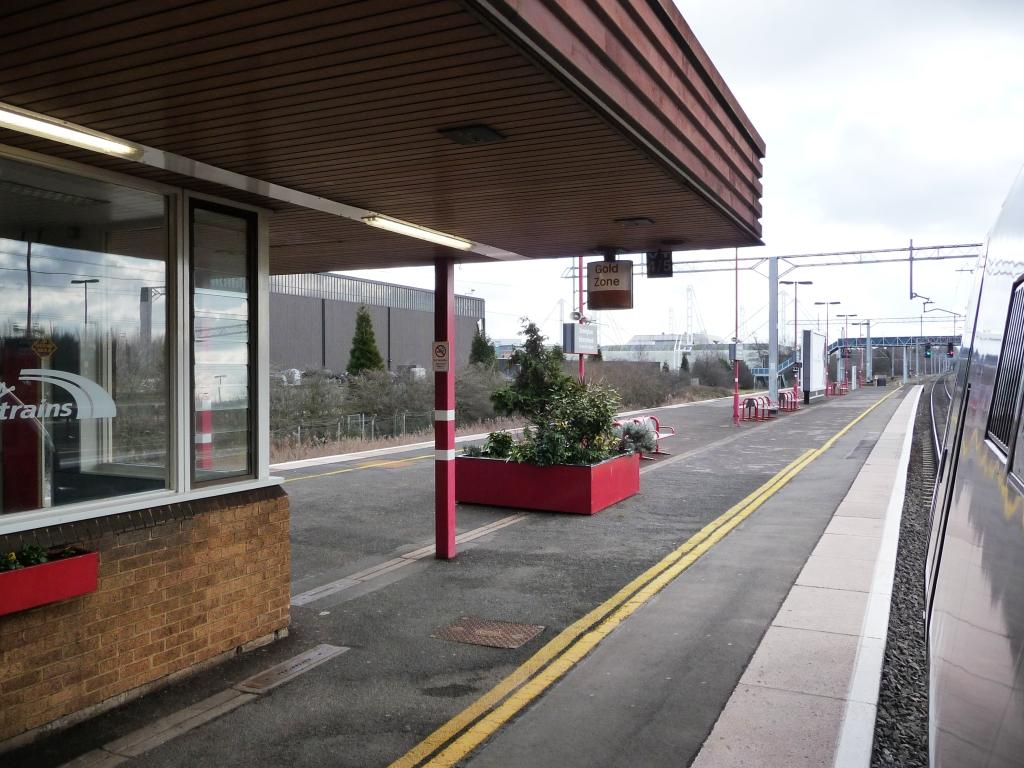
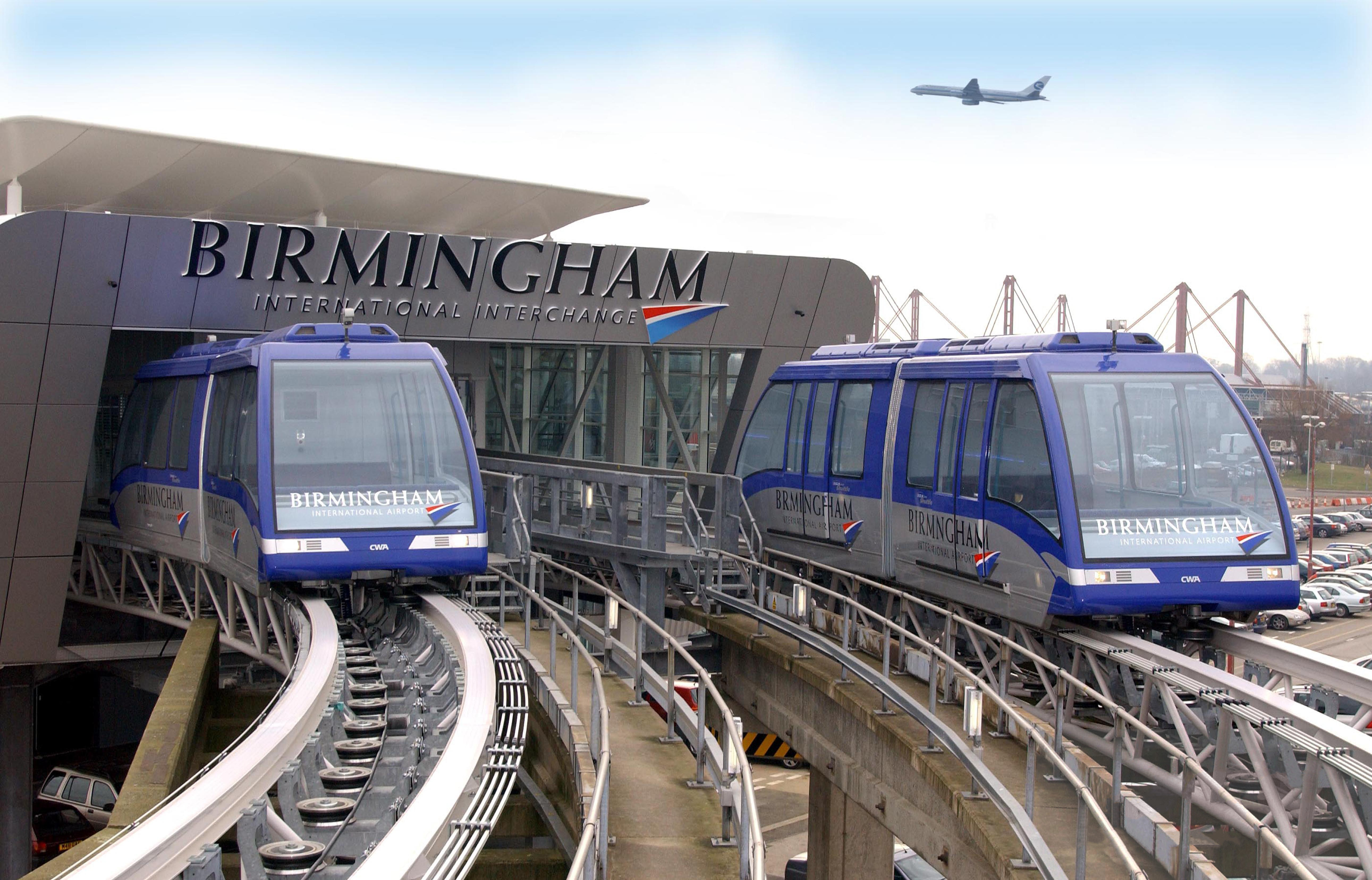
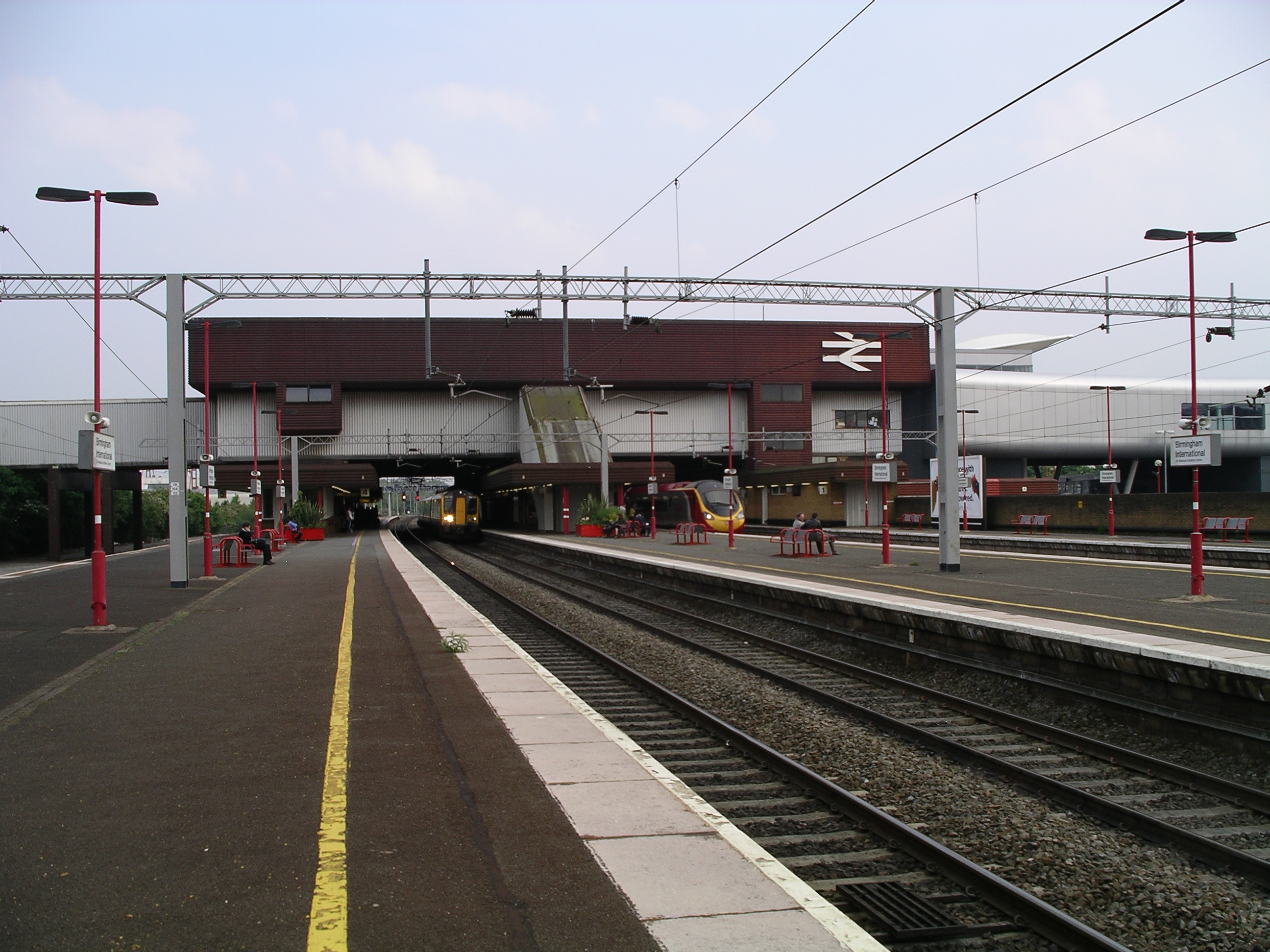
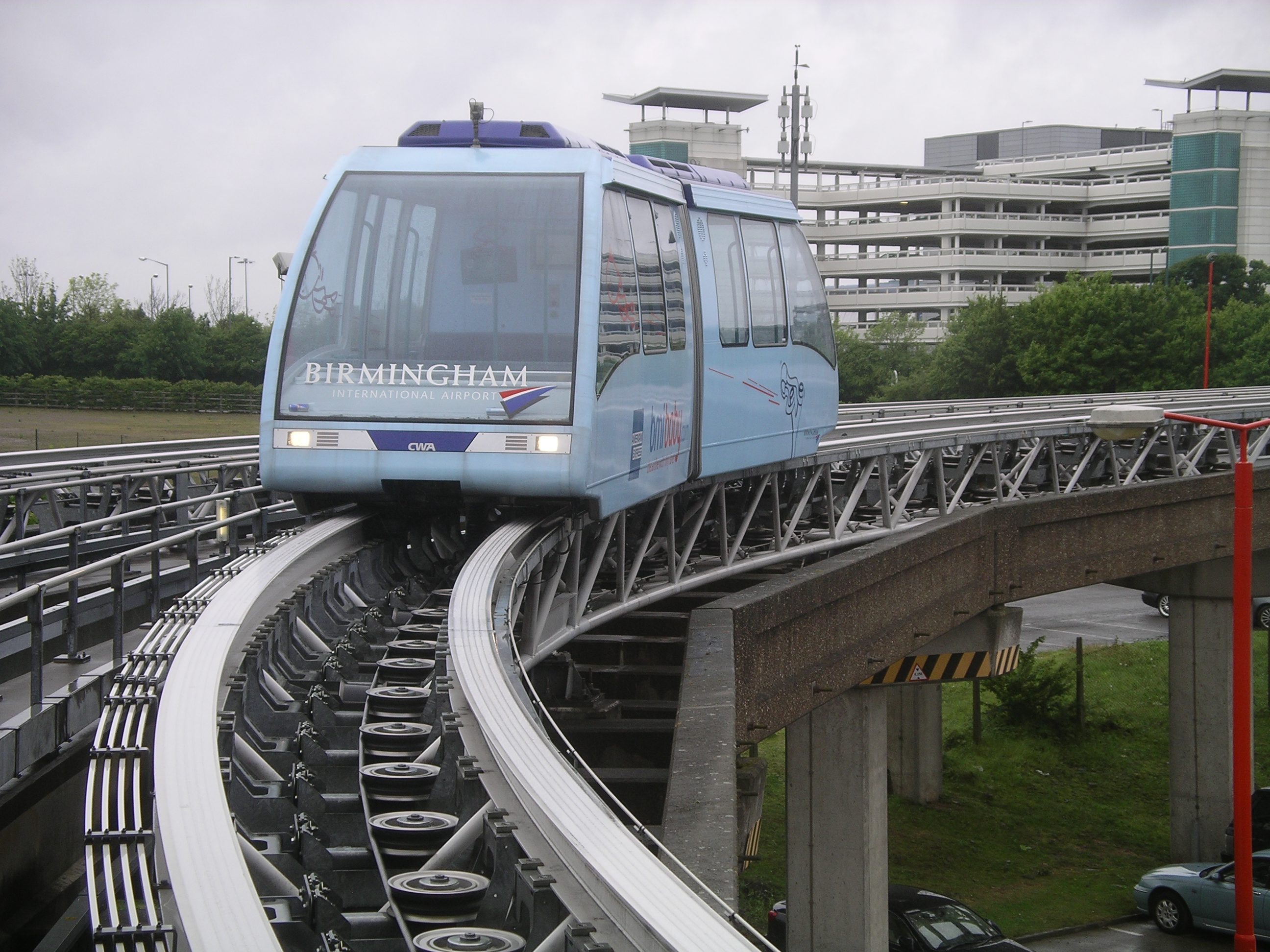